# Diaminopirimidina

Trimethoprim

Le diamminopirimidine sono una classe di composti organici e di sintesi che comprendono due gruppi amminici ed un anello pirimidinico.
Sono antagonisti dell'acido folico, e pertanto l'utilizzo principale di queste sostanze consiste in chemioantibiotici inibitori della diidrofolato reduttasi.
L'inibizione di questo enzima, che catalizza la riduzione del diidrofolato (acido folico) a tetraidrofolato, composto indispensabile alla sintesi delle purine, delle pirimidine e di alcuni aminoacidi, determina il blocco di una via metabolica essenziale dei microrganismi.